# Épernay-sous-Gevrey
 Épernay-sous-Gevrey  là một xã ở tỉnh Côte-d’Or trong vùng Bourgogne-Franche-Comté, phía đông nước Pháp. Xã Épernay-sous-Gevrey nằm ở khu vực có độ cao từ 205-230 mét trên mực nước biển.